# Marzio
Marzio (lombardul: Macc) település Olaszországban, Varese megyében. Lakosainak száma 307 fő (2023. január 1.). Marzio Brusimpiano, Cadegliano-Viconago, Cuasso al Monte, Lavena Ponte Tresa, Marchirolo és Valganna községekkel határos.

## Népesség
A település népességének változása:
| Lakosok száma | 352  | 367  | 307  |
|               | 2017 | 2018 | 2023 |